# الکساندرینو
الکساندرینو (به لاتین: Aleksandrynów) یک منطقهٔ مسکونی در لهستان است که در Gmina Gostynin واقع شده‌است.